# Ioan de Ávila
Ioan de Ávila (n. 6 ianuarie 1499, Almodóvar del Campo, Castilia-La Mancha, Spania – d. 10 mai 1569, Montilla, Andaluzia, Spania) a fost un preot și scriitor ascetic spaniol. Este, din 1946, sfântul patron al clerului spaniol. Papa Benedict al XVI-lea l-a proclamat doctor al Bisericii pe 7 octombrie 2012, împreună cu mistica germană Hildegard von Bingen, cu ocazia deschiderii celei de-a XIII-a adunări generale ordinare a Sinodului Episcopilor consacrat temei noii evanghelizări a Conciliului Vatican II. Este al patrulea sfânt spaniol care a primit acest titlu. 

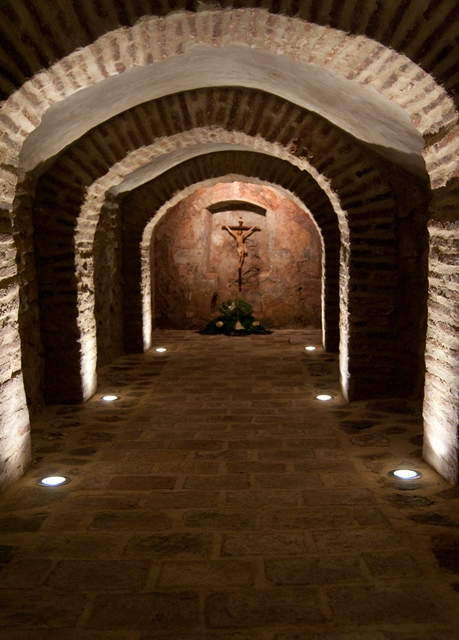
Beciul casei părintești a lui Ioan de Ávila, unde sfântul s-a retras pentru a se ruga.

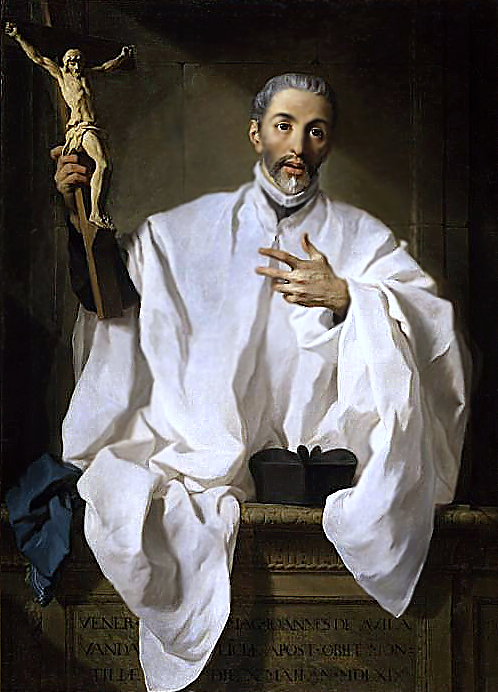
Saint Jean d'Ávila (1746), de pictorul francez Pierre Subleyras.

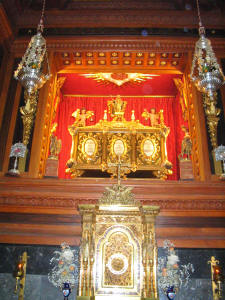
Mormântul Sfântului în Basilica Encarnación din Montilla.

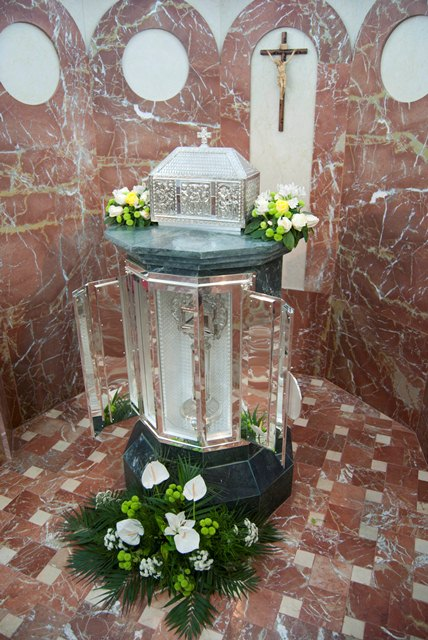
Relicvariu cu rămășițele sfântului în casa natală. A fost creat în 2012 în oratoriul construit cu prilejul numirii Sfântului Ioan de Avila ca doctor al Bisericii. Inaugurat pe 5 ianuarie 2012, este o anexă a Beciului Penitențelor.

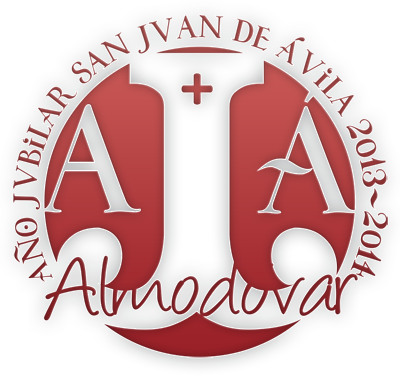
Logo-ul Anului Jubiliar proclamat de Benedict al XVI-lea la Almodóvar del Campo între 5 ianuarie 2013 și 6 ianuarie 2014.

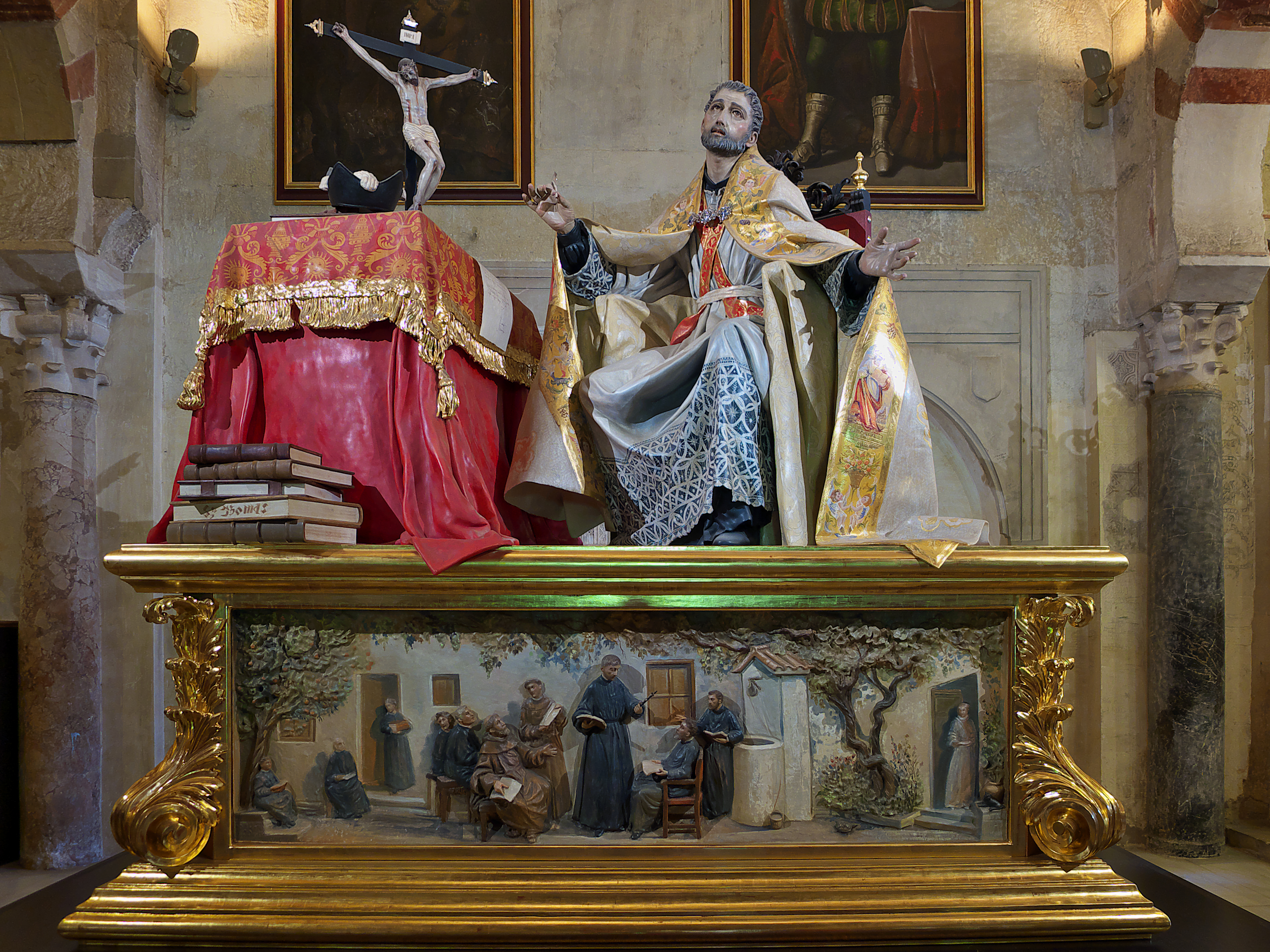
Capela San Juan de Ávila, din Moscheea-Catedrală din Córdoba

În mijlocul efervescenței Renașterii, Ioan de Ávila a trăit în contact cu  Ignacio de Loyola, Luis de Granada, Ioan al lui Dumnezeu, Juan de Ribera, Tereza de Ávila, Tomás de Villanueva și Pedro de Alcántara. Cu o mare putere de influență, cuvintele sale au fost o sursă de inspirație pentru mulți scriitori preoți contemporani și ulteriori: Antonio de Molina, Luis de la Palma, Luis de la Puente, Carlos Borromeo, Bartolomé de los Mártires, Diego de Estella, Pierre de Bérulle, Alonso Rodríguez, Francisco de Sales, Alfonso María de Ligorio, Antonio María Claret, printre alții. 

## Biografie

### Primii ani
Părinții săi au fost Alfonso de Ávila, de origine evreiască, și Catalina Xixón sau Gijón, nobilă și posibil legată de un alt mare ascet născut în Almodóvar del Campo, Juan Bautista de la Concepción, deși au existat cei care credeau că Juan de Ávila s-a născut în Molina de Aragon. Tatăl său deținea câteva mine de argint în Sierra Morena, așa că în primii ani a crescut fără constrângeri economice. 

### Studii
A început să studieze dreptul la Salamanca (1514), dar a abandonat după de patru ani, condus de devotamentul său, după cum afirmă biograful său Muñoz, și potrivit altora, deoarece s-a introdus condiția de puritate a sângelui ca o cerință necesară pentru a studia la Universitate (dar acest lucru este imposibil, întrucât în Universitatea din Salamanca - și în cele din Valladolid și Toledo - <i>condiția de puritate a sângelui</i> a fost stabilită prin ordinul Consiliului de Inchiziție din 20 noiembrie 1522, adică, la patru ani după ce a părăsit universitatea menționată mai sus). În consecință, s-a retras la Almodóvar, orașul natal, unde a trăit o viață în penitență dură. 
Sfătuit de un franciscan, a plecat în 1520 pentru a studia Arte și Teologie la Alcalá de Henares, Madrid (1520-1526). Acolo a fost studentul lui Domingo de Soto și s-a împrietenit cu Pedro Guerrero, viitorul arhiepiscop de Granada. A fost în contact chiar și cu Francisco de Osuna și chiar cu Ignațiu de Loyola (devenit sfânt). În timpul acestor studii, părinții lui au murit și, când a fost hirotonit preot în 1526, a oficiat în memoria lor prima sa misă în Almodóvar del Campo, apoi și-a vândut toate bunurile moștenite și a împărțit banii săracilor, dedicându-se în întregime evanghelizării, începând cu propriul său oraș. Un an mai târziu, el s-a oferit ca misionar noului episcop de Tlaxcala, în Noua Spanie, actualul Mexic, care urma să plece în America, în 1527, din portul Sevilia; în acest scop, s-a mutat acolo cu colegul său de clasă din Alcalá, Fernando de Contreras, care a vorbit despre proiectul său cu arhiepiscopul Seviliei, Alonso Manrique; acesta i-a ordonat lui Ioan de Ávila să abandoneze această idee și să evanghelizeze Andaluzia, lucrare căreia de atunci i s-a consacrat pe deplin și pentru care va fi numit „Apostolul Andaluziei”. 
Ascensiunea sa rapidă ca predicator a provocat invidie și unii clerici l-au denunțat înaintea Inchiziției Seviliene din 1531. Din acel an până în 1533, Juan de Ávila a fost încarcerat în Castillo de San Jorge, în Triana (Sevilla) și a fost urmărit penal de către Inchiziție. El a folosit acest timp ca să se roage și să scrie prima versiune a Audi filia. În fața a cinci martori acuzatori, au fost cincizeci și cinci care au declarat în favoarea sa. Pe fond, era acuzat de erasmism, cu care a fost impregnat la Alcalá, iar ulterior a fost achitat cu avertismentul că „a vorbit în predicile sale și în afara lor unele lucruri care nu se cuveneau ”, fiind trimis, sub amenințarea pedepsei cu excomunicarea, să le reformuleze în mod convenabil acolo unde le predicase (Écija și Alcalá de Guadaíra).

### Opera ascetică
A scris un comentariu celebru despre Psalmul XLIV Audi filia, et vide pentru o doamnă convertită de el în Écija, Sancha Carrillo, fiica seniorilor din Guadalcázar, care a fost publicat în Alcalá clandestin în 1556 și ulterior extins și autorizat la Madrid, în 1557. Această lucrare poate fi considerată un adevărat compendiu de asceză, iar regele Filip al II-lea l-a ținut-o cu atâta stimă încât a cerut să nu lipsească niciodată din Escorial; la fel, cardinalul Astorga, arhiepiscopul de Toledo, a spus despre această lucrare că, odată cu ea, „a convertit mai multe suflete decât literele pe care le conține”.  
Această broșură a marcat în mod pozitiv literatura ascetică ulterioară, astfel încât nu există un autor al vieții spirituale atât de consultat ca Ioan de Ávila de-a lungul secolului al XVI-lea: revizuit lucrarea Viața Sfintei Tereza, a menținut legături strânse cu Ignațiu de Loyola și reprezentanții săi, care voiau să-l facă iezuit; de asemeni, cu San Francisco de Borja, San Pedro de Alcántara, San Juan de Ribera, fray Luis de Granada și alții. 

### Evanghelizarea Andaluziei și moartea
În 1535 a plecat la Córdoba, nchemat de episcopul Álvarez de Toledo și l-a întâlnit pe fray Luis de Granada. A organizat predici în satele andaluze, în special în Sierras de Córdoba și a obținut convertirea unor oameni de rang înalt. Stăpânea arta oratoriei, iar Francisco Terrones del Caño ne-a relatat despre stilul său retoric, întrucât l-a auzit predicând în Granada pe când era școlar și, ajuns episcop de Tuy, l-a descris în Instruirea predicatorilor; în primul rând, predicatorul trebuia să se prezinte motivat („încălzit”), cu dorința fierbinte de a câștiga suflete întru Hristos; atunci 
. . . Nu răscolea multe cărți pentru o predică și nici nu spunea multe concepte sau exemple și alte daruri; dar cu o cugetare și cu un strigăt îi fascina pe ascultători.
El s-a împrietenit cu noul episcop de Córdoba, Cristóbal de Rojas, căruia îi va adresa Avertizările către Consiliul de Toledo, scrise de propria sa mână. De asemenea, el a intervenit în convertirea Ducelui de Gandía, viitorul Sfânt Francisco de Borja, și a soldatului portughez și apoi al librarului ambulant João Cidade Duarte, care va deveni Sfântul Ioan al lui Dumnezeu (în portugheză: João de Deus). Nu numai că a evanghelizat în întreaga Andaluzie, dar a mers și prin sudul provinciilor La Mancha și Extremadura. A fondat numeroase seminarii și colegii și a încurajat crearea Ordinului Iezuit. A organizat Universitatea din Baeza. S-a îmbolnăvit în 1554, dar a activat încă cincisprezece ani, până când boala s-a agravat vizibil în 1569 și a murit în același an la Montilla, fiind înmormântat în Biserica Întrupării din acel oraș. 

### Doctor al Bisericii
Pe 20 august 2011, la finalul liturghiei celebrate cu prilejul întâlnirii cu seminariștii din Catedrala Almudena din Madrid, în cadrul Zilei Mondiale a Tineretului, papa Benedict al XVI-lea a anunțat viitoarea declarare a lui Ioan de Ávila, ca doctor al Bisericii, la cererea Conferinței Episcopale Spaniole. Data planificată pentru această declarație a fost anunțată pe 27 mai 2012. Declarația de doctor al Bisericii a avut loc pe 7 octombrie 2012.

## Opera
În primul rând a fost considerat un excelent predicator și scriitor ascetic. Pe lângă comentariul menționat anterior despre psalmul Audi filia (Alcalá, 1556), a scris un Epistolar spiritual pentru toate stările (Madrid, 1578), o colecție de scrisori ascetice adresate tuturor tipurilor de oameni smeriți și înalți, religioși și profani, dar și Sfântului Ignațiu de Loyola, Sfântului Ioan al lui Dumnezeu și, în special, călugărițelor devotate; în el este deja anunțat stilul incomparabil al lui Fray Luis de Granada. 
El a compus, de asemenea, o carte despre Preasfânta Taină și o alta Despre cunoașterea sinelui, și o Contemptus mundo (Rușine lumii) revizuită (Sevilla, Juan de Cromberger, 1536). S-au pierdut aproape complet predicile foarte cunoscute, pentru că sigur, modestul lor autor nu a avut grijă să le scrie. Este adesea numit „reformator”, deși scrierile sale de reformă au aderat la Memoriile Consiliului din Trent, scrise de către arhiepiscopul de Granada, Pedro Guerrero, Ioan de Ávila neputându-l însoți din cauza bolii sale, și la Avertismentele Consiliului de Toledo scrise de episcopul de Córdoba Cristóbal de Rojas, care urma să prezideze Consiliul de Toledo (1565) pentru a aplica decretele tridentine. Doctrina Sfântului Ioan din Avila despre preoție a fost conturată într-un tratat despre preoție, despre care doar o parte este cunoscută. 
Alte lucrări ale sale sunt Comentariul la Scrisoarea către galateni (Córdoba, 1537), Doctrina creștină (Messina, 1555 și Valencia, 1554), Memorial la Trento (1551 și 1561) și Două discuții cu preoții (Córdoba, 1595). 
Și-a lăsat biblioteca prin testament școlii iezuite din Montilla și de aceea sunt cunoscute unele dintre sursele sale. Curios, foarte puțini sunt spanioli: Stanisław Hozjusz (Stanislaus Hosius), Jacques Masson ( Jacobus Latomus ), Albert Pigge (Albertus Phigius), Willem Damaszoon van der Lindt (Guilielmus Damasus Lindanus), Friedrich Staphylus (Fridericus Staphylus), Thomas Netter (Thomas Valdensis), franciscanul andaluz Antonio de Cordoba (1485-1578), Luis de Carvajal, Stephen Gardiner (Stephanus Winton), John Fisher, Georg Witzel (Georgius Vuicelius), Johann Faber de Heilbronn, Antoine de Mouchy, Johannes Cochläus (Johannes Cochlaeus), Jan Coster (Ioannes Costerius), Beda cel Venerabil, Sf. Chiril, Prosperul Aquitania, Primasio, Gregorio de Rimini, Augustino Steuco de Gubbio (Augustinus Steuchus Eugubinus) și Pietro Colonna Galatino (Petrus Galatinus). Totuși, unele dintre cărțile acestor autori trebuie să fi fost dăruite. 

### PaternitateaSonetului către Hristos Răstignit
Este creditat ca autor al Sonetului către Hristos Răstignit, cunoscut mai ales după primul vers:  „Nu mă mișcă, Doamne, ca să te iubesc ...”, care este una dintre bijuteriile misticismului castilian. Deși a fost tipărit pentru prima dată în lucrarea medicului madrilen Antonio de Rojas Cartea intitulată Viața spiritului (Madrid, 1628), acesta a circulat cu mult timp înainte în versiune scrisă de mână. Cel mai puternic argument este că precedentul ideii centrale a sonetului (dragostea lui Dumnezeu pentru Dumnezeu însuși) se găsește în multe texte ale Sfântului: 
- „Cel care spune că te iubește și păstrează cele zece porunci ale legii tale numai sau mai mult, ca să îi dai slavă, este departe de ea ea”. În Meditații despre iubirea de Dumnezeu.

- „Chiar dacă nu ar exista iadul ca amenințare, niciun rai la care să râvnești, nici o poruncă constrângătoare, cei drepți ar lucra doar din dragoste de Dumnezeu, ceea ce ar lucra”. Glossul „Audi filia”, cap. L.

## Discipoli
- Juan de Villarás, Bernardino de Carleval, Pedro de Ojeda ; Hernán Núñez;
- Alonso de Molina, Alonso Fernández, Pedro Rodríguez, Bernardo Alonso, domnul Núñez, Marcos López, Juan Sánchez, Pedro Fernández de Herrera;
- Luis de Noguera, Hernando de Vargas, Juan Díaz; Esteban de Sute;
- Matei al Sursei;
- Diego Vidal;
- Luis din Granada;
- Iezuiții Diego de Guzmán, Gaspar Loarte, Antonio de Córdoba, Francisco Gómez, Juan Ramírez;
- Dr. Diego Pérez de Valdivia, căruia sunt dedicate trei capitole;
- Hernando de Contreras .[12]